# Петров, Олег Михайлович
Олег Михайлович Петров (1974—1993) — рядовой Внутренних войск МВД РФ, участник вооруженного противостояния в Москве в октябре 1993 года, Герой Российской Федерации (1993).

## Биография
Олег Петров родился 18 апреля 1974 года в городе Череповце Вологодской области. Окончил череповецкую среднюю школу № 15, затем ПТУ № 27. 25 мая 1992 года он был призван на службу в Вооружённые Силы Российской Федерации. Служил в Отдельной мотострелковой дивизии имени Дзержинского. В ноябре-декабре 1992 года находился в служебной командировке в Дагестане.
4 октября 1993 года подразделение дивизии получило задание пройти по улице Николаева на Краснопресненскую набережную, а затем подойти к Белому Дому и прикрыть бронетранспортёрами людей, которые будут оттуда выходить и вывести их в безопасное место. Петров находился в бронетранспортёре с бортовым номером 450 вместе с майором Сергеем Грицюком и лейтенантом Александром Михайловым. На подъезде к Белому Дому из переулка Глубокого бронетранспортёр был обстрелян из крупнокалиберного пулемёта. В ходе дальнейшего продвижения он был подбит. По словам очевидцев, это совершили военнослужащие 119-го гвардейского парашютно-десантного полка 106-й гвардейской воздушно-десантной дивизии, ошибочно принявшие подразделение внутренних войск за сторонников Верховного Совета, пытавшихся прорваться на помощь к блокированным в Белом Доме. Грицюк и Петров погибли на месте, Михайлов впоследствии скончался от полученных ранений в госпитале. Похоронен на кладбище № 1 Череповца.
Указом Президента Российской Федерации № 1600 от 7 октября 1993 года рядовой Олег Петров посмертно был удостоен высокого звания Героя Российской Федерации. Навечно зачислен в списки части.